# 中学校
中学校（ちゅうがっこう、英語: Junior High School）は、日本における中等普通教育を施す学校である。修業年限は3年間で、小学校の6年間とあわせ9年間の義務教育を構成する。就学については原則として満12歳となった最初の4月1日を基準とする年齢主義がとられている。

## 概要

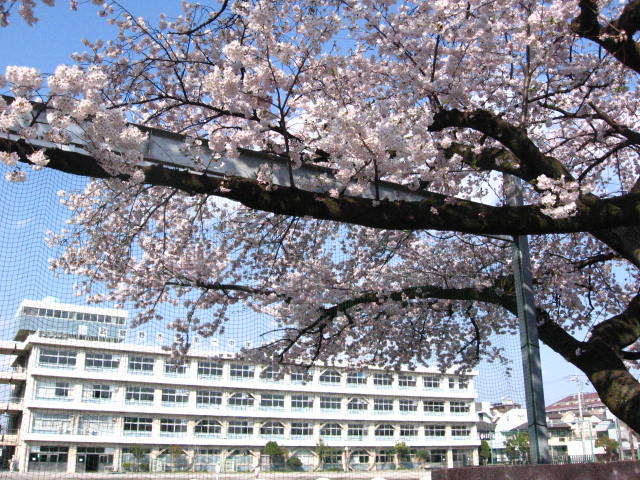
中学校と桜

日本の教育では、中学校は小学校における教育の基礎の上に、心身の発達に応じて、義務教育として行われる普通教育を施すことを目的とする（学校教育法第45条）。ISCED-3レベルに位置づけられる。
小学校を卒業した者、または特別支援学校の小学部を修了した者が入学し、修業年限は3年間である。同等学校に中等教育学校の前期課程、特別支援学校の中学部がある。
小学校では、基本的に1人の学級担任の教員がほぼ全部の教科を担当するが、中学校では、各教科ごとに専門の教員が担当する教科担任制である。
多くの学校では定期考査があり（定期考査を行わずに単元別の試験などを行う学校もある）、その成績と日常における学習の様子などが進学時の調査書（内申書）に反映される。中学校を卒業した人は、高等学校（高校）・中等教育学校の後期課程・専修学校高等課程（いわゆる高等専修学校）など後期中等教育を行う学校や、5年制の高等教育機関である高等専門学校（高専）に入学することができる。通例、各学校による入学者選抜に合格することによって各学校から個別に入学が許可される。また、中学校を卒業しなかった人のために、文部科学省による中学校卒業程度認定試験（中認）などが存在する。
私立中学校、国立中学校の大部分と、一部の公立中学校（主に中高一貫校）には、入学試験をはじめとする入学者選抜がある（中学受験）。
現在の中学校制度は、1947年（昭和22年）4月に開始された。開始時から3学年の生徒が揃ったが、1947年当初、区市町村立中学校で該当学齢児童の就学が義務付けられたのは1年生のみで、当時、2年生は就学義務のなかった国民学校高等科1年生からの進級者、3年生は国民学校高等科修了者のうちの希望者の編入で、該当学齢児童が義務就学するようになったのは、2年後の1949年である。
この意味で、現在の中学校制度に相当する学校は、旧制（第二次世界大戦前・戦中）の学校制度には存在しなかった。
1947年の開始時点では、校舎・敷地は小学校のもの（特に旧国民学校高等科の教室）をそのまま用いたり、旧青年学校の校舎・校地を転用したりしたことも多かった。また戦災（日本本土空襲）を受けた都市の場合は当初は焼け跡で授業が行われ、その後の戦災復興計画の中で校舎・敷地を得た例もある。さらに、軍用地・軍需工場などが転用されたケースや、1948年頃に実施された高校三原則による高校再編で空きになった旧制中等教育学校の校舎・校地を転用したケースも存在した。なお、現在の公立中学校設立にあたり、校舎の建設などに地元の人たちの多大な協力を得た例も多い。
また、これらとは別に、国立師範学校の附属国民学校の高等科や、私立校や国立校で旧制中等教育学校だった学校で、1947年に現行制度の中学校を新たに設置した学校も少なくない。
服装はほとんどの場合、学校指定の制服と体操着があり、それを着用して学校生活を送り、名札を着用することも多い。

## 年齢・学齢
- 中学1年生：12歳から13歳
- 中学2年生：13歳から14歳
- 中学3年生：14歳から15歳

### 学校数・生徒数
2023年5月1日時点で学校教育法に基づく中学校は9,944校あり、そのうち、国立68校、公立9,095校、私立781校。在校生は総数3,177,508人、男子1,625,405人、女子1,552,103人である。
なお、私立学校のうち、構造改革特別区域法による認定を受け、株式会社立の朝日塾中学校（岡山県岡山市）が2004年に設置されたが、2011年3月をもって同校は中等教育学校に改組され、発展的廃止された。

## 教員数
2020年5月1日時点で247,485人

## 教育の目標
中学校における教育は、学校教育法（昭和22年法律第26号）の第46条により、義務教育として行われる普通教育の目標（学校教育法第21条各号に掲げる目標）を達成するように行われるものとされている。
平成19年法律第98号（2008年〔平成20年〕4月1日施行）による学校教育法の改正前は、同法の第36条に、中学校における教育の目標が次のように規定されていた。
1. 小学校における教育の目標をなお充分に達成して、国家及び社会の形成者として必要な資質を養うこと。
2. 社会に必要な職業についての基礎的な知識と技能、勤労を重んずる態度及び個性に応じて将来の進路を選択する能力を養うこと。
3. 学校内外における社会的活動を促進し、その感情を正しく導き、公正な判断力を養うこと。

改正前の中学校における教育の目標は、高等学校における教育の目標と連携関係にあった。

## 教育課程
学校教育法施行規則に基づき、中学校の教育課程は、必修教科、選択教科、道徳教育、特別活動、総合的な学習の時間によって編成されている。私立学校では、道徳に代えて宗教を設けることもできる。
- 必修教科
  - 国語 - 書写を含む。
  - 社会 - 地理的分野、歴史的分野、公民的分野
  - 数学 - 代数分野、幾何分野
  - 理科 - 物理、化学、生物、地学
  - 音楽 - 器楽合奏を含む。
  - 美術
  - 保健体育 - 体育分野、保健分野
  - 技術・家庭 - 技術分野、家庭分野
  - 英語（外国語）

以前には職業という教科もあったが、徐々に技術・家庭に統合された。
以前は、外国語として履修させる言語として、英語以外の外国語を扱っても良いことになっていたが、新しい学習指導要領では、原則として英語を扱うものとしている。なお、選択教科は英語以外の言語を扱うことも認められている。
- 選択教科
  - 国語、社会、数学、理科、音楽、美術、保健体育、技術・家庭、外国語、その他特に必要な教科
- 道徳
- 特別活動
  - 学級活動、生徒会活動、学校行事
- 総合的な学習の時間
- 宗教（私立学校のみ存在）
- 朝鮮語、朝鮮地理、朝鮮歴史（朝鮮学校のみ存在）

## 学級

### 通常の学級と特別支援学級
通常の学級とは、障がいのない生徒を主として編成される学級のことであり、特別支援学級とは、障がいのある生徒のために編成される学級のことである。多くの生徒は、通常の学級に所属するが、知的障がいや発達障害などの障がいがある生徒は、特別支援学級（2007年以前は特殊学級）に所属することもある（ただし発達障害に関しては、普通学級で学べるよう発達障害を抱える児童への「合理的配慮」をする義務が学校に課されている）。近年では学びの多様化学校の設置が進められていて、不登校の児童に配慮したプログラムも用意されている。

### 単式学級と複式学級
単式学級とは、一つの学年だけが所属する学級であり、複式学級とは、二学年以上が所属する学級である。大多数の学級は単式学級だが、学齢期の人口が少ない過疎地などでは複式学級も見られる。

### その他の学級
一部の中学校では、主に帰国生徒などを対象に国際学級・帰国者学級・帰国生徒学級などの名称の学級で語学力に配慮した授業を行っている。
夜間学級は下記を参照。

## 教育形態

### 通常の授業
一般的な中学校では、月曜日から金曜日または土曜日に、朝から午後まで5～7時間の授業が行われ、ほぼ全ての学齢期の中学生は、この時間帯に学習活動を行う。一般的な特徴は、制服の学校が多い、若年の生徒が多い、就労している生徒がほとんどいないなどの点があげられる。高等学校の用語でいえば、全日制の課程に相当する。
しかし、学齢超過者（4月1日時点で15歳以上の人）は、このような一般的な教育を受けることが困難であることが多く、学齢期の生徒が在学する一般的な中学校に新入学・編入学しようとしても拒否される場合もある（詳しくは、「学齢」「過年度生」を参照）。

### 二部授業（夜間授業）
二部授業とは、学校に在学する生徒を複数の組に分けて、別々の時間帯で授業を行うことである。学校教育法施行令（昭和28年政令第340号）の第25条（市町村立小中学校等の設置廃止等についての届出）の第5号を根拠としている。中学校における夜間の授業（夜学）は、各学校において「夜間中学」、「夜間部」、「夜間学級」などと名称が定められ、夜間中学（校）などとも通称されることが多い。校舎などの学校施設が、在学する生徒数に対して極端に不足している場合などに行われることもあるが、現代社会では昼間に通学して学習することが困難である人のために、夜間にも授業を行うことを指すことが多い。
夜間の授業を受けるための入学資格を定めた法令等は存在しないものの、義務教育を修了しておらず、かつ学齢を超過している人（満15歳に達した日以後に4月1日を迎えている人）ことが、実質的な夜間の授業を受ける要件とされていた。さらに、2015年の文部科学省の通知により、ほとんど出席せず卒業した者も個別に判断して夜間中学校に入ることができるようになった。外国人労働者が増えたことにより日本の教育を受ける外国人の入学者を認めている自治体（学校）もある。昼間は不登校の中学生が学べる場として自主的に設けられている夜間中学があるほか、2022年度に開校した香川県にある三豊市立高瀬中学校夜間学級が、文部科学省から不登校特例校の指定を公立夜間中学では初めて受けて、市内外から中学生を含めた生徒を受け入れている。
2024年の時点で、夜間の授業を行う学校の数は53校、2023年の生徒数は1535人であるが、夜間の授業に積極的な設置者（教育委員会、学校法人など）が、東京圏、大阪圏に集中しているため、中学校の正規の授業として認可を受けていない「自主夜間中学」が日本全国の20校ほどの中学校と有志で運営されてきた。こうした状況を打開するため、義務教育の段階における普通教育に相当する教育の機会の確保等に関する法律（平成28年12月14日公布）では、未設置の道府県にも夜間の授業を行う中学校を最低1校設置して、就学の機会を提供することが提唱された。その一例として、夜間の授業を行う中学校を設置していなかった埼玉県で、2019年（平成31年）4月1日に川口市立芝西中学校陽春分校に県下全域を対象とした夜間学級が設置された。
中学校における夜間の授業は、『暮しの手帖』のように取り上げる雑誌もあったものの、1993年に上映された山田洋次監督の映画『学校』が話題となるまで、世間全般への認知度は高いものではなかった。

#### 授業
夜間の授業は、二部授業（時間帯別に生徒を分けた授業）として認可されているため、夜間に授業を行う中学校は、通例、昼間にも授業を行っている。使用する校舎や教室は該当する中学校を使用する他に、近隣の小学校の空き教室や公的施設を使用する例もある。夜間の授業は、夕方5時30分頃から授業が開始され夜9時頃に終わる、4時限の課程である。
夜間の授業を受けている人には、外国籍、戦後の混乱期に勉強の機会を得られなかった高齢者、不登校など、ほとんど文字の読み書きができない成年の生徒も多く、そういった学齢超過者は、日本の現在の受け入れ態勢の下では小学校に入学することが困難であるため、中学校における夜間の授業は、日本語教室、日本語学校、識字教室、小学校の代替としての役割も果たすともいわれている。また、授業時間は、昼間の授業よりも少ない場合が多く、授業は「中学校学習指導要領」（文部科学省告示）を完全に履修することは難しい。そのため、国語、数学のように、日常生活の基本となる教科が重視され、それ以外の教科や実技教科（保健体育など）に割り当てられる時間数は少ない。生まれて初めて鉛筆を持つ人から、中学校に途中まで在学した人までの幅広い生徒が在籍し、生徒間の学力の差が大きいため、習熟度別授業を行っていることが多い。また、制服はない場合が多い。夜間の授業を受ける場合は、年間を通して随時入学できる。

#### 歴史
元々、中学校における夜間の授業は、第二次世界大戦降伏後の混乱期の中で、生活困窮などの理由から昼間に就労または家事手伝いなどを余儀なくされた学齢者が多くいたことから、それらの人に教育の機会を提供することを目的として中学校で行われたものである。当時は、「夕間学級」などとも呼ばれた。高等学校の「定時制の課程」とは異なり、夜間に授業を行うための特別の「課程」の制度はない。
なお、旧制中学校にも夜間の課程は存在していたが、これは現在の夜間中学とは系統が異なり、新制高校の定時制課程の起源として見られることが多い。戦前の旧制学校のうち、現在の中学夜間学級に近い例としては、板橋区に存在した板橋尋常夜学校等の夜間小学校や夜間に授業を行った日本各地の実業補習学校が挙げられる。
1947年の学制改革の直後、大阪市生野区で長期欠席生徒向けの夕方の補習授業「夕間学級」が開始された。また東京都の戦後初めての夜間学級は、1951年に足立区立第四中学校で開設されたものである。同校の伊藤泰治校長らは、足立区周辺に広がるスラム街のうち、学校に近い所を回って夜間学級を宣伝し、当初はわずかな人数しか集まらなかったものの、やがて300人程度の生徒を抱えるようになった。
未就学児を学校に行かせることは、その家庭にとっての労働力を失う等、スラム街の貧困状況を物語る背景が大きくあった。当時の文部省は夜間中学設立に対して阻止の圧力をかけるなど、夜間中学設立に関しては伊藤泰治校長らの相当な苦労と熱意が無ければ成しえなかったであろう。
夜間学級の設置校のピークは1954年の87校であり、生徒数のピークは1955年の5208人である。大阪では1969年に最初の夜間学級が大阪市立天王寺中学校に開設された。
そのあと一時期は、「夜間の授業はあくまで臨時の措置であり、学校教育法そのものが想定しているものではない」「学齢超過者は学校教育ではなく社会教育で学ぶべきである」という趣旨で、教育行政において縮小・廃止の検討がされ、1968年には校数21校・生徒数416人に減少した。これに対し夜間中学卒業生の高野雅夫などの教育活動家が、廃止反対・設置要求の運動や、証言映画の上映をするなどの熱心な支援をしたため、夜間中学校は息を吹き返し、現在までも存続している。近年は、日本国籍を有していない生徒や、元不登校の生徒も増えてきている。
第二次世界大戦降伏後しばらく、特に1955年から10年間ほどは、学齢期の生徒も多く通学していたが、学齢期のこどもの不正な労働の防止を目的として、現在では、学齢超過者のみに通学が制限されている。

#### 設置状況
2025年4月現在、日本全国の夜間中学校は６２校（公立６１校・私立１校）が開校、７校が開校予定、この他に設置を検討している自治体もある。

##### 北海道地方
北海道
札幌市立星友館中学校

##### 東北地方
宮城県
仙台市立南小泉中学校夜間学級
福島県
福島市立福島第四中学校天神スクール

##### 関東地方
茨城県
常総市立水海道中学校
群馬県
群馬県立みらい共創中学校
埼玉県
川口市立芝西中学校陽春分校
千葉県
千葉市立真砂中学校かがやき分校
市川市立大洲中学校
松戸市立第一中学校みらい分校
東京都
墨田区立文花中学校
大田区立糀谷中学校
世田谷区立三宿中学校
荒川区立第九中学校
足立区立第四中学校
葛飾区立双葉中学校
江戸川区立小松川第二中学校
八王子市立第五中学校
神奈川県
横浜市立蒔田中学校
川崎市立西中原中学校
相模原市立大野南中学校分校

##### 中部地方
静岡県
静岡県立ふじのくに中学校
石川県
石川県立あすなろ中学校
愛知県
愛知県立とよはし中学校
名古屋市立なごやか中学校

##### 近畿地方
三重県
三重県立みえ四葉ヶ咲中学校
滋賀県
湖南市立甲西中学校夜間学級
京都府
京都市立洛友中学校
大阪府
大阪市立心和中学校

大阪市立天満中学校

大阪市立東生野中学校
堺市立殿馬場中学校
岸和田市立岸城中学校
豊中市立第四中学校
守口市立さつき学園
八尾市立八尾中学校
東大阪市立布施中学校
東大阪市立意岐部中学校
泉佐野市立佐野中学校夜間学級
兵庫県
神戸市立丸山中学校西野分校
神戸市立兵庫中学校北分校
尼崎市立成良中学校琴城分校
姫路市立あかつき中学校
奈良県
奈良市立春日中学校
天理市立北中学校
橿原市立畝傍夜間中学校
和歌山県
和歌山市立和歌山あけぼの中学校

##### 中国地方
鳥取県
鳥取県立まなびの森学園
岡山県
岡山市立岡山後楽館中学校夜間学級
広島県
広島市立観音中学校
広島市立二葉中学校

##### 四国地方
徳島県
徳島県立しらさぎ中学校
香川県
三豊市立高瀬中学校
高知県
高知県立高知国際中学校

##### 九州地方
福岡県
福岡市立福岡きぼう中学校
北九州市立ひまわり中学校
大牟田市立宅峰中学校ほしぞら分校
佐賀県
佐賀県立彩志学舎中学校
長崎県
佐世保市立祇園中学校夜間学級
熊本県
熊本県立ゆうあい中学校
宮崎県
宮崎市立ひなた中学校
鹿児島県
鹿児島県立いろは中学校

##### 沖縄地方
沖縄県
珊瑚舎スコーレ東表中学校

#### 設置予定・検討中
開校予定（名称未定も含む）
令和8年以降予定
- 栃木県：栃木県立とちぎ学びの夢学園（仮称）（2026年（令和8年）4月）[79]
- 愛知県
  - 愛知県立とよた中学校（2026年（令和8年）4月）[38]
  - 愛知県立こまき中学校（同上）[38]
  - 愛知県立いちのみや中学校（同上）[38]
- 福井県：福井県立若杉中学校（2026年（令和8年）4月）[80][81]
- 和歌山県：和歌山県立新翔くろしお中学校（2026年（令和8年）4月）[82]
- 大分県（2026年（令和8年）4月）[83]

検討中
- 青森県
- 新潟県
- 長野県

### 中学校の通信教育
中学校も一定の条件下で、「通信による教育」（通信教育）を行うことができる。中学校の通信教育は、「中学校通信制」や「通信制中学校」と呼ばれることもある。中学校の通信教育は、「尋常小学校の卒業者もしくは国民学校初等科（現在の小学校に当たる）の卒業者であり、かつ、義務教育を修了していない者」でないと受けることができないというのが基本だが、現代では学齢超過者も在籍している。
日本では、第二次世界大戦降伏後、義務教育年限が従来の6年間から9年間に延長されたが、これに伴い昭和時代前期までに義務教育だけを修了した人は、新制度においては義務教育未修了となり新制高等学校に入学する資格がない。中学校通信教育は、そのいわば救済措置として設けられたものである。法的な根拠は、学校教育法の附則第8条（旧第105条）であり、「中学校は、当分の間、尋常小学校卒業者及び国民学校初等科修了者に対して、通信による教育を行うことができる。」とされている。この規定に基づいて中学校通信教育規程（昭和22年文部省令第25号）が定められている。夜間の授業と違い、法律によって定められているのが特徴である。
通信教育を行っている中学校、フリースクールの中等部がある学校は夜間の授業以上に一般的に知られておらず、学校教員でも知っていない場合が多い。

#### 通信教育を行っている中学校
- 千代田区立神田一橋中学校
通信教育ではあるものの、通信教育課程の設置者が東京都である関係で東京都内在住者・都内勤務者しか入学することができない。国語、社会、数学、理科、英語、音楽、美術、保健体育、技術・家庭の9教科を教育し、隔週の日曜日または土曜日に面接指導（スクーリング）がある。全課程を修了すると、卒業証書が発行される。通信教育の専任教員が1人しかいないなど、かなり厳しい状況といわれている。通信教育の募集定員は、約40人である。通信教育課程の設置者は東京都だが、学校事務は千代田区に委託されている。2005年3月までの校名は「千代田区立一橋中学校」だった。
2020年、2021年は入学者が全くおらず、ただ一人の生徒である2019年に入学した90代女性が卒業し、2022年の入学生がいなくなれば休校扱いとなり教員の配置がなくなり、長引くと廃止もあり得る[84]。この状況に対し、市民団体「夜間中学校と教育を語る会」が1032名筆の署名を集め、区教育委員会や文部科学省に提出した[84]。これを受けた区教育委員会は入学対象を87歳以上にあたる「尋常小学校や国民学校初等科の修了者」から中学で十分学べなかった65歳以上に広げ入学者を募ることにした[84]。
- 大阪市立天王寺中学校（通信教育部）
日本全国から入学できる。国語、社会、数学、理科、英語の5教科を教育し、毎月1回、日曜日に面接指導（スクーリング）があり、3時間程度の授業を受ける。美術、音楽、体育、技術・家庭という実技教科を開講していないため、全課程を修了しても卒業証書は授与されない[84]。募集定員は、約30人とされている。

## 進路
上級学校への進学者が大多数である。1980年代以降は常に進学者が90%を超えているが、2024年時点においても非進学者は数%存在する。
以下のように国立・私立中学校では就職者が極めて少ない。
|      | 卒業者      | 高等学校などへの進学者 | 専修学校高等課程 | 就職者  |
| ---- | ----------- | ---------------------- | ---------------- | ------- |
| 合計 | 107万9597人 | 106万5592人            | 2,964人          | 1,812人 |
| 国立 | 9,079人     | 9,960人                | 9人              | 0人     |
| 公立 | 99万12人    | 105万9747人            | 2,310人          | 1,809人 |
| 私立 | 8万505人    | 7万8159人              | 107人            | 3人     |

2023年度卒業時の学校基本調査。上記以外への進学者、不詳・死亡などの詳細は省いた。

## 日本以外の中等教育機関との比較
- アメリカ合衆国の教育では、小学校5年・中学校3年・高校4年とするのが普通であり、この場合中学校は Middle School と呼ばれる。
- イタリアの教育では、 Scuola secondaria di primo grado という3年課程の前期中等教育機関が存在し、11歳で入学する義務教育である[86]。修了時にはNQFレベル1（Lower secondary school-leaving diploma）に認定される[87]。
- フランスの教育では、コレージュという4年課程の第一サイクル中等教育機関が存在し、11歳で入学し義務教育である[88]。
- ノルウェーの教育では、Ungdomsskole（ノルウェー語版）という3年課程の前期中等教育機関が存在し、13歳で入学し義務教育である[89]。
- トルコの教育では、Ortaokul（トルコ語版）という4年課程の前期中等教育機関があり、9歳半で入学し義務教育である（4+4+4制）[90]。
- ポルトガルでは基礎教育第3サイクルに相当し、3年課程であり義務教育である[91]。修了時にはNQFレベル2に認定される[92]。
- 台湾の教育では国民中学が存在し、12-14歳を対象とした課程である。
- 大韓民国の教育では日本と同じ中学校としての呼び方で、12-15歳を対象とした3年課程の前期中等教育であり義務教育である（日本と同じ6・3制）。